# Kapenta
Taxons concernés
- Limnothrissa miodon
- Stolothrissa tanganicaemodifier

Kapenta désigne en français deux espèces de petites sardines d'eau douce de la famille des Clupéidés originaires du lac Tanganyika en Afrique orientale, Limnothrissa miodon et Stolothrissa tanganicae sont .